# Eleição municipal de Cametá em 1988
A eleição municipal da cidade de Cametá em 1988 ocorreu no dia 15 de novembro, com o objetivo de eleger um prefeito, um vice-prefeito e 11 vereadores responsáveis pela administração da cidade, que terá seu início em 1° de janeiro de 1989, e terá seu término em 31 de dezembro de 1992.
O engenheiro e então deputado estadual Milton dos Santos Peres (PDS) foi eleito Prefeito de Cametá com 8.588 votos (41,94%), derrotando o médico Herundino Moreira Júnior (PMDB), que obteve 8.340 votos (40,73%). Peres contou com o apoio de seu irmão Gerson Peres, à época deputado federal. Já Moreira contou com o apoio do então Governador Hélio Gueiros e dos deputados Amilcar Moreira e Agenor Moreira.

## Candidatos à prefeitura
| Nº | Prefeito(a)  | Prefeito(a)        | Prefeito(a) | Prefeito(a)                                                           | Vice-Prefeito(a) | Vice-Prefeito(a) | Vice-Prefeito(a)        | Vice-Prefeito(a) | Coligação Partido(s)                                               |
| Nº | Candidato(a) | Candidato(a)       | Partido     | Cargos relevantes                                                     | Candidato(a)     | Candidato(a)     | Candidato(a)            | Partido          | Coligação Partido(s)                                               |
| -- | ------------ | ------------------ | ----------- | --------------------------------------------------------------------- | ---------------- | ---------------- | ----------------------- | ---------------- | ------------------------------------------------------------------ |
| 11 |              | Milton Peres       | PDS         | - Deputado Estadual (1983-1990)                                       |                  |                  | Dércio Gomes Tavares    | PDS              | Sem Coligação - Partido Democrático Social (PDS)                   |
| 12 |              | Emmanuel Cunha     | PDT         | - Administrador de Empresas                                           |                  |                  | José Furtado            | PJ               | Coligação PDT/PJ - Partido da Juventude (PJ)                       |
| 13 |              | Carlos Schafaschek | PT          | - Coordenador Regional do Conselho Pastoral de Pescadores da CNBB     |                  |                  | Airton Miranda da Costa | PT               | Sem Coligação - Partido dos Trabalhadores (PT)                     |
| 15 |              | Herundino Moreira  | PMDB        | - Secretário Estadual de Saúde (1989) - Deputado Estadual (1991-1998) |                  |                  | Jocelindo Medeiros      | PMDB             | Sem Coligação - Partido do Movimento Democrático Brasileiro (PMDB) |
| 22 |              | Reinaldo Itaparica | PL          | - Servidor Público Municipal - Vereador por Cametá (2001-2004)        |                  |                  | Manoel do Carmo Coelho  | PL               | Sem Coligação - Partido Liberal (PL)                               |

## Resultados

### Prefeito
| Candidato(a)             | Candidato(a)             | Vice                      | Turno Único 15 de novembro de 1988 | Turno Único 15 de novembro de 1988 |
| Candidato(a)             | Candidato(a)             | Vice                      | Votação                            | Votação                            |
| Candidato(a)             | Candidato(a)             | Vice                      | Total                              | Percentagem                        |
| ------------------------ | ------------------------ | ------------------------- | ---------------------------------- | ---------------------------------- |
|                          | Milton Peres (PDS)       | Dércio Tavares (PDS)      | 8.588                              | 41,94%                             |
|                          | Herundino Moreira (PMDB) | Jocelindo Medeiros (PMDB) | 8.340                              | 40,73%                             |
|                          | Carlos Schafaschek (PT)  | Airton Miranda (PT)       | 2.966                              | 14,48%                             |
|                          | Emmanuel Cunha (PDT)     | José Furtado (PJ)         | 481                                | 2,35%                              |
|                          | Reinaldo Itaparica (PL)  | Manoel Coelho (PL)        | 103                                | 0,50%                              |
| → Total de votos válidos | → Total de votos válidos | → Total de votos válidos  | 20.478                             | 83,27%                             |
| → Votos em branco        | → Votos em branco        | → Votos em branco         | 3.591                              | 14,60%                             |
| → Votos nulos            | → Votos nulos            | → Votos nulos             | 524                                | 2,13%                              |
| Total                    | Total                    | Total                     | 24.593                             | 87,61%                             |
| Abstenções               | Abstenções               | Abstenções                | 3.477                              | 12,39%                             |
| Total de inscritos       | Total de inscritos       | Total de inscritos        | 28.070                             | 100%                               |

### Vereadores Eleitos
Foram eleitos 11 vereadores para a Câmara Municipal de Cametá.

  PMDB: 5
  PDS: 4
  PT: 2

| Candidato(a)                   | Nº    | Votação |
| Candidato(a)                   | Nº    | Total   |
| ------------------------------ | ----- | ------- |
| Alex Tavares Aragão (PDS)      | 11687 | 607     |
| Dídimo Cordeiro (PMDB)         | 15619 | 532     |
| Denilson Andrade (PMDB)        | 15666 | 523     |
| Osmar Barra (PDS)              | 11617 | 503     |
| José Maria Caldas (PMDB)       | 15689 | 502     |
| Nelson Parijós Neto (PDS)      | 11611 | 494     |
| Antônio Luiz Jipe (PDS)        | 11636 | 494     |
| Alvim Ferreira da Silva (PMDB) | 15646 | 464     |
| Fortunato Nabiça (PMDB)        | 15669 | 414     |
| José Maria Cordeiro (PT)       | 13603 | 400     |
| Manoel Louzada (PT)            | 13616 | 371     |